# Lussagnet-Lusson
Lussagnet-Lusson ist eine französische Gemeinde mit 184 Einwohnern (Stand 1. Januar 2022) im Département Pyrénées-Atlantiques in der Region Nouvelle-Aquitaine (vor 2016: Aquitanien). Die Gemeinde gehört zum Arrondissement Pau und zum Kanton Terres des Luys et Coteaux du Vic-Bilh (bis 2015: Kanton Lembeye).
Der Name in der gascognischen Sprache lautet Lussanhet-Lusson. Die Bewohner werden Lussagnétois und Lussagnétoises genannt.

## Geographie
Lussagnet-Lusson liegt ca. 30 km nordöstlich von Pau in der Region Vic-Bilh der historischen Provinz Béarn am nordöstlichen Rand des Départements.
Umgeben wird Lussagnet-Lusson von den Nachbargemeinden:
|                     | Lannecaube                                  | Lalongue   |
| Coslédaà-Lube-Boast | Kompassrose, die auf Nachbargemeinden zeigt | Simacourbe |
|                     | Monassut-Audiracq                           |            |

Lussagnet-Lusson liegt im Einzugsgebiet des Flusses Adour. Einer seiner Nebenflüsse, der Lées, strömt durch das Gebiet der Gemeinde zusammen mit seinem Zufluss, dem Arriou de Darré, der zudem in Lussagnet-Lusson entspringt.

## Geschichte
Die Dörfer Lussagnet und Lusson entstanden vermutlich im Mittelalter inmitten eines umfangreichen Waldes. Das Überbleibsel eines befestigten Gebäudes aus dem 12. oder 13. Jahrhundert, Sitz des Grundherrn von Lussagnet, befindet sich auf dem Gemeindegebiet. Der Grundherr Bernard de Lucinher wurde 1150 in den Schriften erwähnt. Beim Zensus im Béarn im Jahre 1385 wurden in Lussagnet acht, in Lusson 13 Haushalte gezählt und vermerkt, dass die Siedlungen zur Bailliage des Erzpriestertums von Lembeye gehörten. Neben den Grundherren gab es in beiden Dörfern Laienklöster, Vasallen der Vicomté von Béarn, die jedoch nur eine beschränkte Macht besaßen, da der Zehnt durch den Bischof von Lescar erhoben wurde.
1833 wurde die vormalige Gemeinde Lusson an Lussagnet zur Gemeinde Lussagnet-Lusson angeschlossen.
Toponyme und Erwähnungen von Lussagnet waren:
- Lucenhet (12. Jahrhundert, laut Pierre de Marcas Buch Histoire de Béarn, S. 450),
- Lusanhetum (1312, Urkunden der Vicomté von Béarn),
- Lucinheg und Lusanhet (1385 bzw. 1402, Volkszählung im Béarn),
- Lussanhet (1482, Urkunden der Vicomté von Béarn),
- Luxanet, Lusaulhet und Lusseignet (1538, gegen 1540 bzw. 1682, Manuskriptsammlung des 16. bis 18. Jahrhunderts) und
- Lussagnet (1750, Karte von Cassini).[5][7]

Toponyme und Erwähnungen von Lusson waren:
- Luyssoo und Lussoo (1385 bzw. 14. Jahrhundert, Volkszählung im Béarn),
- Lusson (1750, Karte von Cassini),
- Lussun (1777, Manuskript des 14. Jahrhunderts) und
- Lusson (1793 und 1801, Notice Communale bzw. Bulletin des lois).[5][7][8]

### Einwohnerentwicklung
Nach Höchstständen der Einwohnerzahl von über 400 in der Mitte des 19. Jahrhunderts reduzierte sich die Zahl bei kurzen Erholungsphasen bis zu den 1990er Jahren auf rund 130, bevor in der Folgezeit ein moderates Wachstum einsetzte.
| Jahr      | 1962 | 1968 | 1975 | 1982 | 1990 | 1999 | 2006 | 2009 | 2022 |
| --------- | ---- | ---- | ---- | ---- | ---- | ---- | ---- | ---- | ---- |
| Einwohner | 162  | 157  | 156  | 143  | 132  | 147  | 157  | 169  | 184  |

## Sehenswürdigkeiten
- Pfarrkirche in Lussagnet, gewidmet Mariä Himmelfahrt. Die nicht datierbare Kirche ist vom Friedhof umgeben. Das Datum „20. September 1859“ in der Inschrift auf dem Türsturz des Eingangs weist auf den Zeitpunkt einer Restaurierung hin. Der Langbau mit einem Kirchenschiff besitzt einen Glockengiebel, typisch für Kirchen in der Region. Zwei Glasfenster datieren aus dem Ende des 19. Jahrhunderts und sind Werke des Glasmalers Amédée Bergès.[10][11] Der Hauptaltar aus der zweiten Hälfte des 19. Jahrhunderts im Chor ist eigens für die Ausstattung der Kirche aus dem gleichen Holzmaterial geschaffen wie die Täfelung an der Wand des Chors hinter dem Altar. Auf seiner Mensa befindet sich ein Sockel mit einem Postament, auf dem eine Statue der Maria ruht. Sie trägt eine goldene Krone, ein königliches Symbol, das bei Heiligenstatuen des 19. Jahrhunderts oft anzutreffen ist.[12] Die Kanzel ist ganz aus Holz gefertigt, an eine Wand gelehnt und von einem Kanzelfuß getragen. Der Kanzelkorb setzt sich aus vier, mit Reliefs verzierten Paneelen zusammen. Die Kanzel, die eine Simplizität verkörpert, hat einen bemerkenswerten geschnitzten Schalldeckel.[13]

- Pfarrkirche Saint-Jacques in Lusson. Die romanische Kirche ist vermutlich im 12. Jahrhundert errichtet worden. Ihr Vorbau und der Eingang stammen aus dem Ende des 16. Jahrhunderts. Restaurierungen fanden im 18. und zu Beginn des 19. Jahrhunderts statt. Letzteres wird durch die Jahreszahl „1821“ auf dem Putz an der Außenfassade des einschiffigen Langbaus belegt. Viele Ausstattungsgegenstände aus dem 18. und 19. Jahrhundert sind als nationale Kulturgüter registriert.[14]

- Taubenschläge. Das Anwesen Pages in Lussagnet-Lusson besitzt noch einen Taubenschlag aus dem 17. Jahrhundert, der heute nicht mehr genutzt wird. Im Mittelalter galt ein solches, vom Wohnhaus getrenntes Bauwerk als Privileg des Grundherrn und seine Größe war proportional zu seiner Bedeutung. Dieser viereckige Taubenschlag besitzt ein mit Schiefer gedecktes Dach. Ein weiteres Taubenhaus aus dem Jahre 1902 befindet sich im Hof des Anwesens Laborde an einen Schuppen gebaut. Der viereckige Bau ist mit je zwei Nistlöchern auf jeder Seite versehen und trägt ein Zeltdach aus Schiefer, was als typisch für die Region gilt.[15][16]

## Wirtschaft und Infrastruktur
Die Landwirtschaft ist traditionell der wichtigste Wirtschaftsfaktor der Gemeinde.

### Verkehr
Lussagnet-Lusson wird durchquert von den Routes départementales 211 und 227.